# 中山万里
中山 万里（なかやま まり、1970年 - 2008年1月17日）は、日本の写真家。兵庫県尼崎市出身。

## 人物
大学を卒業後、広告代理店に勤務する。1998年、フリーの写真家としてデビュー。森高千里や椎名林檎、福山雅治、平井堅など有名ミュージシャンのCDジャケットやライブなどの撮影を中心に活動した。その後は草や花、空などの自然をテーマにした写真集を数多く発表した。
2004年、乳癌の告知を受け、手術するが、2006年に余命1年の宣告を受ける。その後、癌が全身に転移し、自宅で治療をしながら写真家としての活動を続けてきた。
2008年1月17日、転移性乳癌のため尼崎市内の実家で死去。37歳没。
2007年10月3日、TBSの報道番組「イブニング・ファイブ」の企画「命の現場で」で中山の姿が紹介された。死去後の2月1日には同番組で彼女の追悼特集が組まれた。

## 作品
- 『空地への感謝』 2007年11月